# Cléo de Mérode

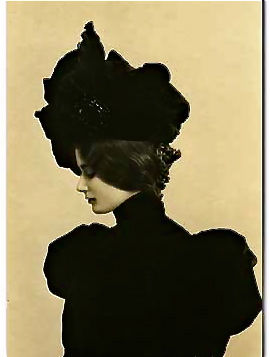
Cléo de Mérode

Cléo de Mérode, voluit Cléopâtre Diane de Merode (Parijs, 27 september 1875 – Parijs, 17 oktober 1966) was een Franse variétédanseres en ballerina. Zij gold als een van de bekendste vrouwen uit de belle époque.

## Leven

### Roem
De precieze afkomst van Cléo de Mérode is onzeker. Volgens sommige bronnen werd ze geboren als dochter van de Oostenrijkse kunstschilder Karl von Merode (1853-1909), die behoorde tot het bekende oude Belgische Huis Merode. Andere bronnen geven aan dat ze de dochter van Vincentia de Merode is, een vrouw uit de Oostenrijkse tak van de De Merodefamilie.
Cléo begon op haar achtste te dansen en maakte haar professionele debuut toen ze elf was. Haar roem groeide snel. Behalve door haar danskunsten viel ze op door haar schoonheid, vooral door haar smalle taille. Rond de eeuwwisseling werd ze vaak afgebeeld op spel- en ansichtkaarten. De beeldhouwer Alexandre Falguière maakte naar haar model zijn sculptuur La danseuse, te zien in het Musée d'Orsay. Portretschilders zoals Henri de Toulouse-Lautrec, Edgar Degas, Giovanni Boldini en Franz von Lenbach schilderden haar portret. Bekende fotografen, onder wie Félix Nadar, legden haar vast op de gevoelige plaat. In de ‘beau monde’ van Parijs was ze zeer gezien. Ze had aanzienlijke invloed op de mode en met name de haardracht in haar tijd.

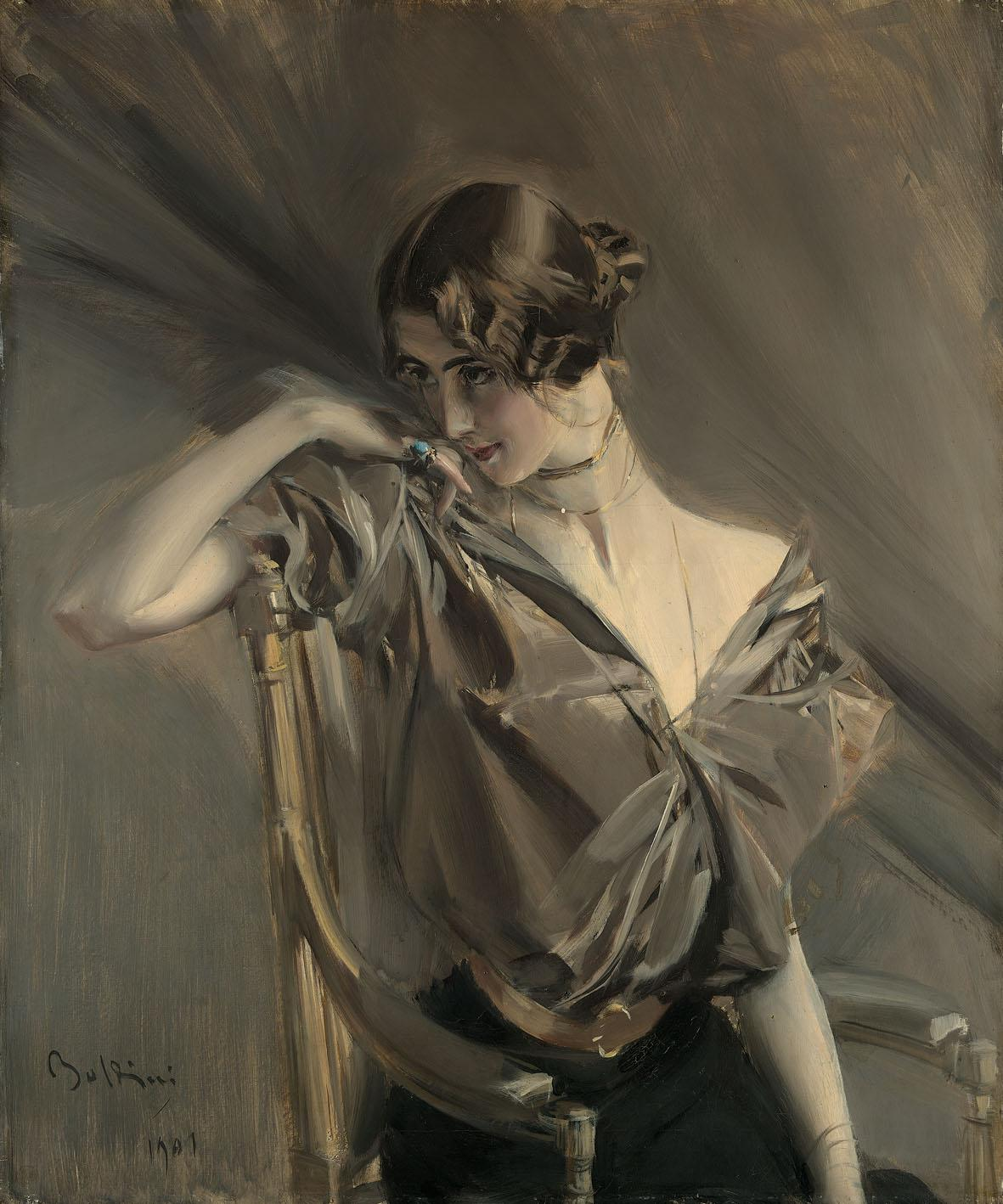
Portret door Giovanni Boldini

Onderwijl vierde De Mérode haar successen als ballerina. Ze was 'première danseuse' bij de Opéra van Parijs, speelde onder andere in stukken van Charpentier en Gounod en trad regelmatig op in Europa en Amerika. Tijdens de wereldtentoonstelling van 1900 trok ze de aandacht met haar dansen in het Indo-Chinese paviljoen. Op het hoogtepunt van haar carrière, in 1902, ging ze optreden bij de Folies Bergère, met het risico dat ze door de Franse elite zou worden afgewezen. Uiteindelijk maakte het haar roem alleen maar groter.

### Leopold II
In 1896 zag de Belgische koning Leopold II een dansuitvoering van De Mérode en raakte volledig van haar in de ban. Al snel ging de roddel (door haarzelf altijd ontkend) dat de 22-jarige Cléo de maîtresse zou zijn van de 61-jarige Leopold, die op dit vlak een stevige reputatie had, vergezeld met tal van spotprenten in kranten en in bladen. De 'affaire Leopold' heeft de goede naam van Cléo ernstig geschaad, in elk geval voor haar gevoel, iets waar ze haar leven lang onder heeft geleden.

### Film
Na de Eerste Wereldoorlog verbleef De Mérode veelvuldig in haar ouderlijke land van herkomst Oostenrijk, waar ze altijd al erg populair was geweest. Ze werd in 1926 gespeeld door Fern Andra in de film Frauen der Leidenschaft en ze raakte bevriend met de kunstschilder Gustav Klimt. Hun merkwaardige relatie, met veel seksuele toespelingen, werd verteld in de film Klimt (2006), met in de hoofdrollen John Malkovich, Veronica Ferres en Saffron Burrows.

### Later leven
Cléo de Mérode danste nog tot begin jaren vijftig, toen ze haar carrière beëindigde in Biarritz. In 1955 publiceerde ze haar autobiografie Le Ballet de ma vie. In datzelfde jaar won ze een rechtszaak tegen Simone de Beauvoir, die ze had aangeklaagd wegens smaad omdat deze haar een ‘courtisane’ had genoemd in haar Le deuxième sexe. Ze stierf in 1966 te Parijs op 91-jarige leeftijd en werd begraven op het Cimetière du Père-Lachaise.

## Overige
De protestante dichter Willem de Mérode (1887-1939) koos zijn pseudoniem na het zien van haar portret.

## Galerij

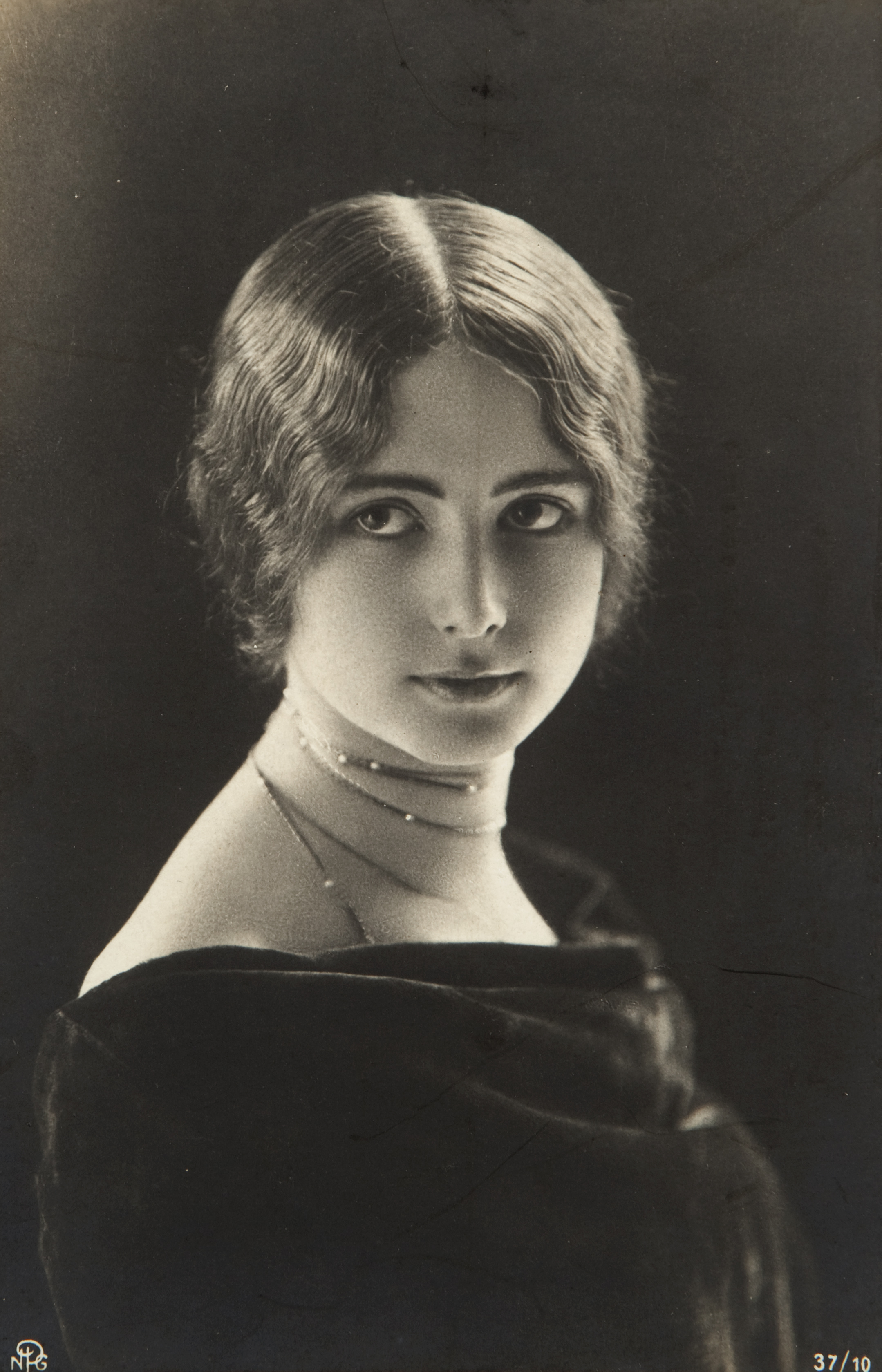
1903
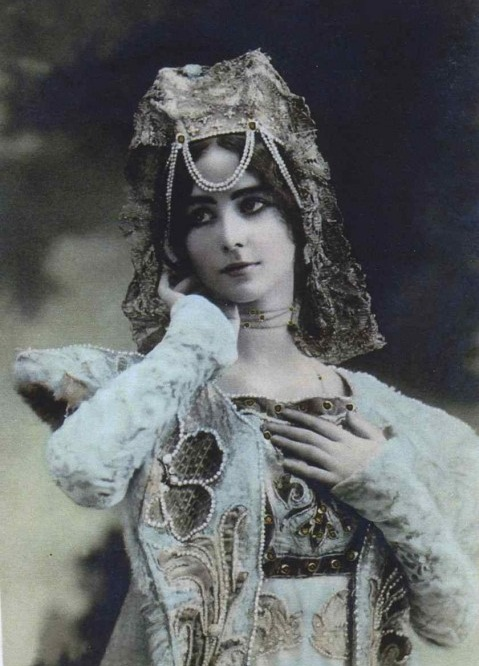
Door Léopold Reutlinger
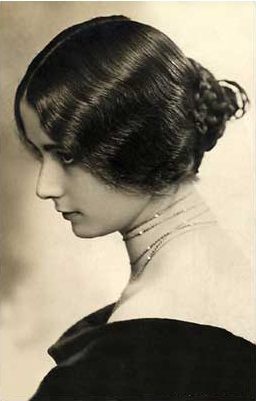
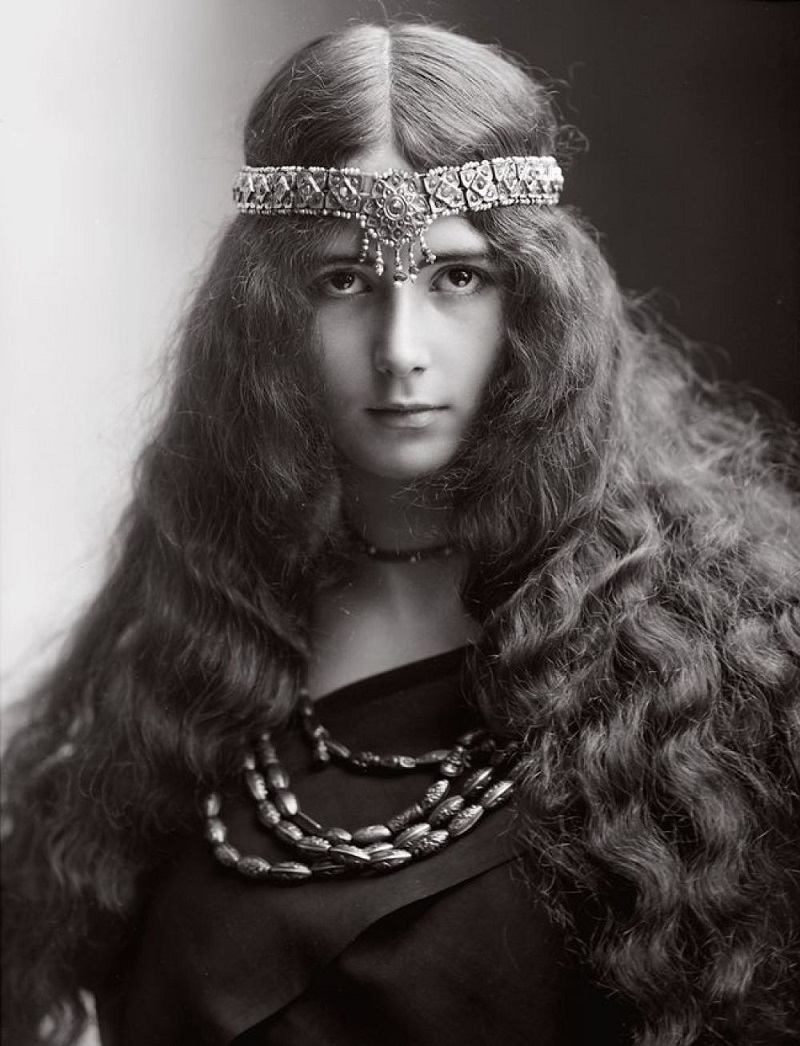
Door Nadar
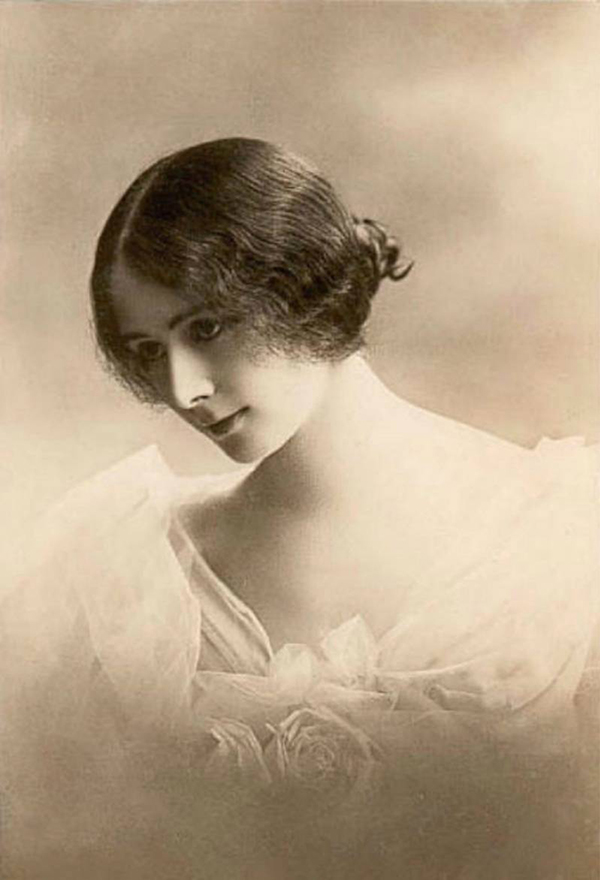
Rond 1910, met haar spraakmakende nieuwe haardracht